# Guy Fischer
Guy Fischer, né le 12 janvier 1944 à Décines-Charpieu, alors en Isère et mort le 1er novembre 2014 à Lyon, est un homme politique français. Membre du Parti communiste français, il est sénateur du Rhône de 1995 à 2014 et vice-président du Sénat de 2001 à 2011.

## Biographie
Instituteur exerçant dans le quartier des Minguettes, adhérent du Parti communiste français depuis 1963, Guy Fischer est élu conseiller municipal de Vénissieux en 1977 et nommé premier adjoint au maire, chargé de l'urbanisme.
De 1977 à 1986, il est membre de la Communauté urbaine de Lyon. Il est également conseiller général du canton de Vénissieux-Sud de 1982 à 2008 et conseiller régional de Rhône-Alpes de 1986 à 1988.
il est élu sénateur du Rhône le 24 septembre 1995 puis réélu le 26 septembre 2004, inscrit au groupe communiste, républicain et citoyen. Il est vice-président du Sénat de 2001 à 2011 — premier communiste depuis 1947 à accéder à cette fonction.
Membre de la commission des affaires sociales — dont il est vice-président de 1997 à 2001 —, il axe son action sur les questions de la protection sociale, des retraites, de la lutte contre la pauvreté, de la dépendance.
Atteint d'une longue maladie, il ne se représente pas aux élections sénatoriales de 2014, inscrit toutefois en dernière place sur la liste du Front de gauche et meurt le 1er novembre de cette même année, à Lyon, à l'âge de soixante-dix ans,.

## Détail des fonctions et mandats

### Mandats
- Premier adjoint au maire de Vénissieux (1977-1995)
- Conseiller général du Rhône, élu du canton de Vénissieux-Sud
- Conseiller régional de Rhône-Alpes
- Conseiller de la Communauté urbaine de Lyon
- Sénateur du Rhône

### Fonctions au Sénat
- Secrétaire du Sénat
- Vice-président du Sénat
- Membre de l'Office parlementaire d'évaluation des politiques de santé
- Membre de la Commission consultative appelée à émettre un avis sur la modification de la valeur du point de pension

## Décoration
- Chevalier de la Légion d'honneur avec effet au 24 octobre 2014[3].

## Hommage

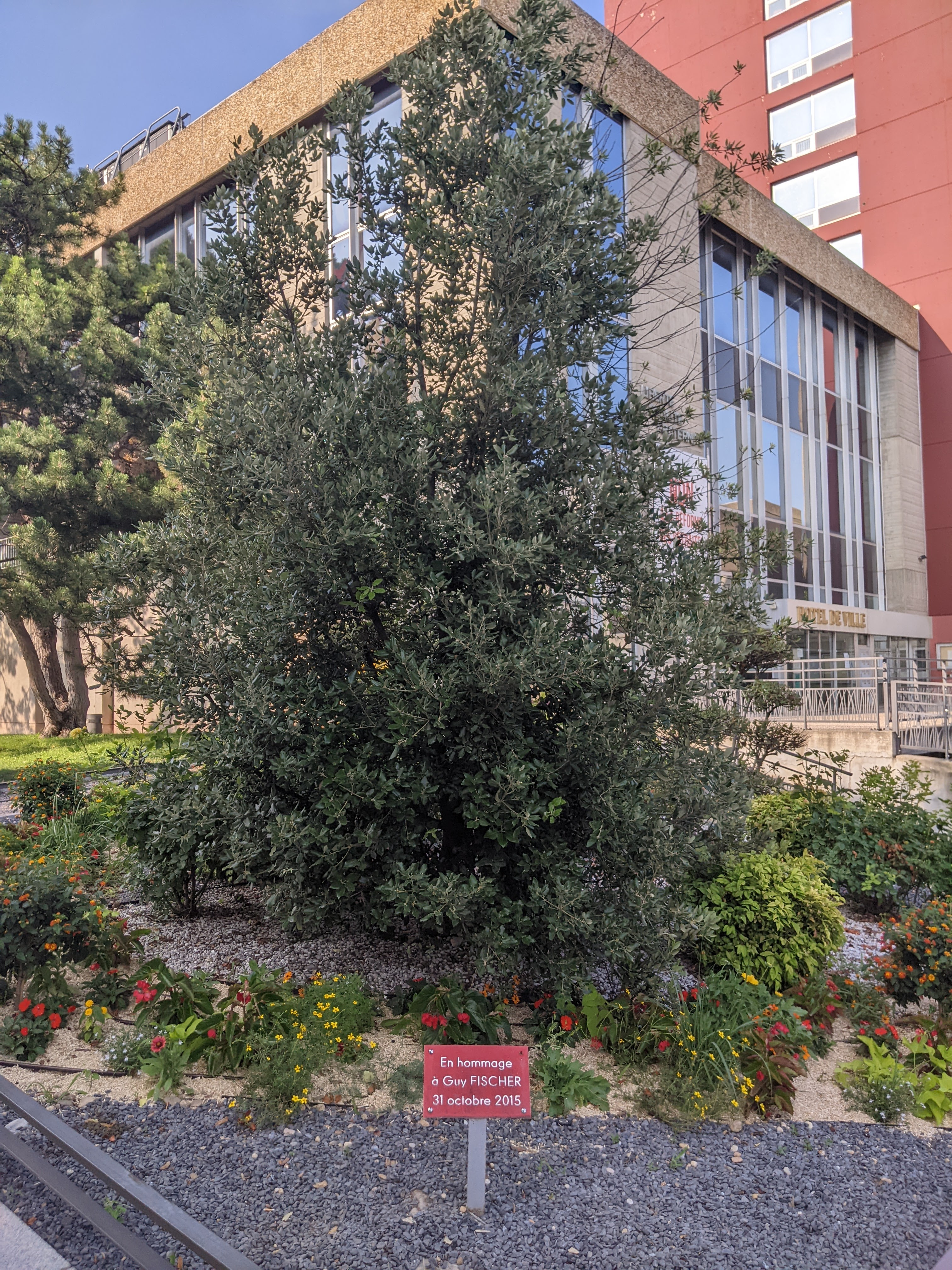
Arbre planté en hommage le 31 octobre 2015, devant l'hôtel de ville de Vénissieux.

Une rue porte son nom à Vénissieux, commune où il a été élu durant 37 ans.